# آنوی
آنوی (به لاتین: Anuy) یک رود در روسیه است که در جمهوری آلتای واقع شده‌است.